# The Plimsouls
The Plimsouls sono un gruppo musicale power pop statunitense, attivo dal 1978. Nel loro stile sono presenti forti influenze roots rock mutuate da un'estetica punk, il loro genere originale è stato etichettato come soul punk.
Originari della cittadina californiana di Paramount, si sono formati nel 1978, inizialmente con il nome Tone Dogs, dal cantante e chitarrista Peter Case, reduce dall'esperienza con The Nerves di cui era uno dei 3 frontman, dal bassista Dave Pahoa e dal batterista Louie Ramírez. Vennero scritturati da Stephen Zepeda per un EP da registrare con la Beat Records. Nel 1980, poco prima dell'uscita del disco, intitolato Zero Hour e prodotto da Danny Holloway, si aggiunse il chitarrista Eddie Muñoz.
Questo primo EP li fece conoscere ad un pubblico più vasto grazie all'airplay su radio locali. Firmarono per la Planet Records che pubblicò il loro primo album eponimo, prodotto sempre da Holloway. Ne fu estratto il singolo Now, ripreso poi da Phil Seymour, che si unì al gruppo in alcuni concerti.
Il gruppo è rimasto conosciuto per il singolo A Million Miles Away, edito nel 1983 per il film La ragazza di San Diego con un giovanissimo Nicolas Cage e pubblicato sul secondo album del gruppo Everywhere at Once, che raggiunse la 82ª posizione nella Billboard 200. Il brano è stato poi interpretato dai Goo Goo Dolls nell'album Hold Me Up del 1990 e inserito nella colonna sonora del film Speed.
Dopo il secondo album i Plimsouls si sciolsero. Peter Case proseguì per una lunga carriera solista. Fu pubblicato un album dal vivo nel 1988, One Night in America prima della reunion avvenuta nel 1995 con Clem Burke, già con Blondie, al posto di Louie Ramírez. Nel 1998 uscì il terzo album in studio, Kool Trash.
Da allora il gruppo si è esibito in maniera solo occasionale. Sono usciti due album dal vivo, Live! Beg, Borrow & Steal nel 2010 registrato nel 1981 al Whisky a Go Go di Los Angeles e Beach Town Confidential nel 2012 registrato nel 1983.

## Formazione
- Peter Case, chitarra e voce
- Eddie Muñoz, chitarra
- Dave Pahoa, basso
- Louie Ramírez, batteria

## Discografia

### Album

#### In studio
- 1981 - The Plimsouls (Planet)
- 1983 - Everywhere at Once (Geffen)
- 1998 - Kool Trash (Fuel)

#### Dal vivo
- 1988 - One Night in America
- 2010 - Live! Beg, Borrow & Steal
- 2012 - Beach Town Confidential (live 1983)

### EP
- 1980 - Zero Hour